# Акедия
Аке́дия (др.-греч. ἀκηδία — небрежность, беззаботность, лат. acedia — уныние) — богословский термин, а также меланхолическое состояние, в котором человек не видит смысла в собственных занятиях. Акедию вызывает одиночество и сомнение в осмысленности своих занятий.

## Описание
История акедии начинается от византийских монахов, которые понимали его как состояние духа, в котором человек отпадает от божественной благодати.
В древнегреческом языке акедия означает небрежность или беззаботность.
Термин впервые появляется у христианских монахов-еремитов, которые большую часть времени проводили в одиночестве в своих кельях и собирались только для совместной трапезы или молитвы. Акедия — самое тяжёлое испытание, которое ждёт человека, вставшего на путь духовной жизни. В этом испытании монах вынужден столкнуться не с внешними искушениями, а с самим собой.
|  | Бес уныния, который также называется „полуденным“, тяжелее всех. […]. Прежде всего этот бес заставляет монаха замечать, будто солнце движется очень медленно или совсем остаётся неподвижным, и день делается словно пятидесятичасовым. Затем бес [уныния] понуждает монаха постоянно смотреть в окна и выскакивать из кельи, чтобы взглянуть на солнце и узнать, сколько ещё осталось до девяти часов, или для того, чтобы посмотреть, нет ли рядом кого из братии. Ещё этот бес внушает монаху ненависть к [избранному] месту, роду жизни и ручному труду, а также [мысль] о том, что иссякла любовь и нет никого, [кто мог бы] утешить его.Евагрий Понтийский, IV в. Цит. по: Матфатов, 2017 |

Со временем акедия превратилась в грех уныния.
Уныние захватывает всю душу и приводит её в состояние изнеможения, парализует духовную жизнь, человек не имеет мужества устоять против искушений.
В дальнейшем акедия стала ассоциироваться также с другим пороком — ленью. Приблизительно в XVI веке акедия разделилась на две ветви: психическая соединилась с меланхолией — подавленностью, мрачным состоянием духа — и приписывалась знати, социальная объяснялась ленью, халатностью и безволием, и приписывалась простолюдинам.
В начале XX века, в конце и после первой мировой войны, европейские интеллектуалы вспомнили термин и стали называть акедией такое меланхолическое состояние, попадая в которое человек не видит смысла в собственных занятиях. Деятельность, которая раньше вызывала жгучий интерес, представляется тусклой и никчёмной.
|  | Нет желаний, кроме одного — ничего не делать. Нет устремлений, кроме стремления в небытие.Рольф Лагеборг, 1918 |

С XVIII века меланхолию часто связывали с умственным переутомлением и даже называли «болезнью учёности». В середине XX века уныние, связанное с умственным переутомлением, конкретизировалось как акедия («смертельный холод акедии» — Рагнар Гранит, нейрофизиолог, 1940).
|  | Акедия является профессиональной опасностью для учащихся мужчин, которая принимает форму постепенного отказа от мотивации к исследованиям и все большего отчуждения от науки.Зеттерберг, 1967 |

|  | …находясь в академических кругах среди людей с высоким уровнем интеллекта, человек очень быстро осознаёт и вынужден признать — перед лицом своей совести и перед лицом окружающих — неполноту собственных знаний. Отсюда рукой подать до невротических синдромов разного рода.Винхельм Шёстранд Цит. по: Матфатов, 2017 |

Ролан Барт в своих лекциях описывал акедию как утрату инвестиции в выбранный ранее образ жизни — состояние, близкое к депрессии: 
|  | Я могу проснуться утром и увидеть, как передо мной прокручивается программа моей недели — в отсутствие всякой надежды. Всё повторяется, всё возвращается: те же задачи, те же встречи, и при этом никакой инвестированности, даже если каждый пункт этой программы вполне выносим, а порой даже приятен.Барт, 2016 |

Олдос Хаксли написал эссе об акедии, в котором описал её как состояние ума:
|  | Это не грех и не болезнь ипохондрии, а состояние ума, посланное нам судьбой.Олдос Хаксли Цит. по: Матфатов, 2017 |